# Sanjida Islam Choya
Sanjida Islam Choya (em bengalí: সানজিদা ইসলাম ছোঁয়া)  (nascida no século XXI, em Mymensingh, em Bangladesh) é uma ativista bangladeshiana contra o casamento infantil.

## Vida pregressa e educação
Sanjida Islam Choya e filha de Liza Akhter, mulher que foi obrigada a se casar muito jovem. Em 2014, Sanjida Islam Choya estudava na escola Nandail Piloto Girls High School, na cidade de Mymensingh, em Bangladesh, onde estava envolvida num fórum infantil sobre os direitos da infância. Por isso, três colegas relataram a ela que os pais de uma aluna da escola tinham marcado seu casamento. Sanjida Islam Choya decidiu levantar a voz contra esta tradição, foi à ONU e à polícia, e todos juntos foram à casa da menina e conseguiram cancelar seu casamento infantil.
Desde que entrou na faculdade, Sanjida tem promovido pesquisas nessa área. Seis amigos se reúnem na organização Glashoforing para denunciar tentativas de casamento infantil e, dessa forma, já impediram 50 casamentos infantis.

## Reconhecimento
Em 2022, Sanjida Islam Choya foi incluída na lista da BBC das 100 mulheres mais inspiradoras do mundo.